# ولفيشيم
ولفيشيم (بالفرنسية: Wolfisheim)‏ هي بلدية تقع في إقليم الراين الأسفل من منطقة ألزاس في شمال شرق فرنسا. تبلغ مساحة هذه المدينة 5.57 (كم²)، وترتفع عن سطح البحر 146 م، يبلغ عدد سكانها 3983 نسمة حسب إحصاء المعهد الوطني للإحصاء والدراسات الاقتصادية سنة 2009 م. وترأس Éric Amiet البلدية خلال فترة (2008 - 2014).

## أعلام
- فريديريك ويبر
- ماكسيم موسى أليكساندر

## وصلات خارجية
- صفحة البلدية على موقع المعهد الوطني للإحصاء والدراسات الاقتصادية (بالفرنسية)